# 758 Mancunia
758 Mancunia је астероид главног астероидног појаса са пречником од приближно 85,48 .
Афел астероида је на удаљености од 3,669 астрономских јединица (АЈ) од Сунца, а перихел на 2,701 АЈ.
Ексцентрицитет орбите износи 0,151, инклинација (нагиб) орбите у односу на раван еклиптике 5,607 степени, а орбитални период износи 2076,874 дана (5,686 година).
Апсолутна магнитуда астероида је 8,16 а геометријски албедо 0,131.
Астероид је откривен 18. маја 1912. године.